# Randy Castillo
Randolpho Francisco "Randy" Castillo  (18 de dezembro de 1950 - 26 de março de 2002) foi um baterista norte-americano. Foi o baterista da banda Ozzy Osbourne nos anos 80 e substituiu Tommy Lee quando esse saiu do Motley Crue em 1999.
Morreu em decorrência de um câncer de pele.